# Barup Sø
Barup Sø er en sø på Nordfalster. Området er et af Fugleværnsfondens reservater. Det blev erhvervet gennem Karen Krieger Fonden i 1988 og er på i alt 26 hektar. Reservatet ligger som en af flere søer og moser i en dal syd for landevejen mellem Stubbekøbing og Nørre Alslev. 
Barup Sø består af næringsrig sø, rørskov, rørsump, eng, ellesump og kratskov. Fra p-pladsen lige øst for reservatet kan man via en markvej nå en bræddesti og derfra spadsere til et overdækket fugletårn med udsyn over området. Der står en informationstavle ved indgangen til naturreservatet, og i fugletårnet er der foldere og plancher. 
Den vidtstrakte rørskov og de små, åbne vandflader i Barup Sø er et ideelt levested for mange fugle. Her kan de finde føde, redeplads og skjul. 

## Eksterne kilder og henvisninger
1. ↑  Barup Sø, Nordfalster fuglevaernsfonden.dk hentet 4. februar 2022

- Om Barup Sø på dofbasen.dk
- Barup Sø Naturreservat  på visitlolland-falster.dk
- Fugleværnsfondens folder om søen

|  | Denne artikel om lokaliteten Barup Sø kan blive bedre, hvis der indsættes et (bedre) billede. Du kan hjælpe ved at afsøge Wikimedia Commons for et passende billede eller lægge et op på Wikimedia Commons med en af de tilladte licenser og indsætte det i artiklen. |

54°53′17″N 11°58′25″Ø / 54.88806°N 11.97361°Ø